# Фољија (Ријети)
Фољија је насеље у Италији у округу Ријети, региону Лацио.
Према процени из 2011. у насељу је живело 44 становника. Насеље се налази на надморској висини од 86 м.